# Chirawat Wangthaphan
Chirawat Wangthaphan (thailändisch จิรวัฒน์ วังทะพันธ์, * 26. Juli 1998 in Khon Kaen), auch als Pete bekannt, ist ein thailändischer Fußballspieler.

## Karriere
Chirawat Wangthaphan erlernte das Fußballspielen in der Jugend vom Khon Kaen United FC. 2017 unterschrieb er hier auch seinen ersten Vertrag. Da der Verein gesperrt war, wurde er an den Drittligisten Kalasin FC ausgeliehen. Nach einer Spielzeit, in der er mit dem Verein aus Kalasin in der Upper Regeion spielte, kehrte er zu Beginn der Saison 2018 zum Khon Kaen United FC zurück. 2018 war Khon Kaen wieder spielberechtigt und startete in der vierten Liga in der North/Eastern Region. Dabei stellte er mit 15 Zu-Null-Spielen in 31 Spielen den Rekord für die meisten Spiele ohne Gegentor in der thailändischen Fußballliga auf. Am Ende der Spielzeit wurde er mit Khon Kaen Vizemeister der Region und qualifizierte sich für die Aufstiegsspiele zur dritten Liga. Hier belegte man den zweiten Platz und stieg somit in die dritte Liga auf. Im November 2019 wurde sein Vertrag in Khon Kaen verlängert. Wo er vorher gespielt hat, ist unbekannt. Der Verein aus Khon Kaen, einer Stadt in der Nordostregion von Thailand, dem Isan, spielte in der dritten Liga, der Thai League 3, in der Upper Region. Ende 2019 wurde er mit dem Klub Meister der Region und stieg in die zweite Liga auf. In der Saison 2020/21 wurde er mit Khon Kaen Tabellenvierter und qualifizierte sich für die Aufstiegsspiele zur ersten Liga. Hier konnte man sich im Endspiel gegen den Nakhon Pathom United FC durchsetzen und stieg somit in die zweite Liga auf. Am Ende der Saison 2024/25 wurde er mit Khon Kaen Tabellenletzter und musste somit in die zweite Liga absteigen. Für Khon Kaen bestritt er insgesamt 165 Ligaspiele. Nach dem Abstieg wurde sein Vertrag im Sommer 2025 nicht verlängert. Ende Mai 2025 unterschrieb er in Uthai Thani einen Vertrag beim Erstligisten Uthai Thani FC.

## Erfolge
Khon Kaen United FC
- Thai League 3 – Upper: 2019  ▲